# Karin Thelander
Karin Thelander, född den 16 januari 1916 i Maria Magdalena församling i Stockholm, död den 13 april 1971 i Turinge i Södertälje kommun, var en svensk pedagog och författare.

## Biografi
Karin Thelander bedrev studier i historia, litteraturhistoria och nordiska språk vid Stockholms högskola där hon blev filosofie magister 1938. 
Karin Thelander var adjunkt i Sofia kommunala flickskola under 1950-talet och under 1960-talet vid Södra Latins gymnasium i Stockholm där hon arbetade fram till sin död. Hon var där med om att utveckla skapande dramatik som en aktiverande del av undervisningen. Karin Thelander var antroposof och engagerad i utvecklingen av waldorfpedagogiken i Sverige. Bland annat deltog hon i utformandet av högstadiets estetiska program vid Kristofferskolan i Stockholm. Hennes största engagemang var dock att, inspirerad av waldorfpedagogiken, bidra till den pedagogiska utvecklingen i den allmänna skolan. Det skedde genom medverkan i olika pedagogiska utvecklingsprojekt och kurser för lärare. Karin Thelander var också en ofta anlitad föredragshållare i ämnen som pedagogik, litteratur, historia och människokunskap. 

### Familj
Hon var enda barn till författaren och försäkringstjänstemannen Richard Vallner och Ester Vallner, född Lundegårdh. Hon var gift första gången med filosofie licentiat Erik Granstedt och fick med honom två söner. Den ena av dessa, Pär Granstedt, har varit riksdagsledamot för Centerpartiet. Hon gifte sig andra gången 3 juni 1951 med journalisten Karl-Axel Thelander.

## Författarskap
Karin Thelander skrev tretton romaner som kretsar kring sökandet efter andlig mening, något rent och gudomligt i en ofta trivial, perfektionistisk och jordbunden värld. Huvudpersonerna är inga hjältar i traditionell mening, gärna oansenliga, vilsna och sökande. De har svårt att passa in i mönstren vare sig de är tonåringar, som skolkar från skolan, eller är medelålders kvinnor eller män, som kämpar mot åldrandet och anonymiteten. Lidandets betydelse för att nå sann kärlek och förståelse för att nå sina medmänniskor är ett genomgående tema i böckerna. Människorna kan varken fly bort från det jordiska eller nöja sig med en materialistisk verklighetsuppfattning.  Genom att se svårigheterna och medmänniskornas nöd och att hjälpa dem kan vi gå vidare. Det är en djupt kristen ståndpunkt och även antroposofisk. Ungefär hälften av böckerna utspelar sig i nutid och stadsmiljö, i 1950- och 1960-talets nybyggda betonghus med glasade fasader eller i trånga gator och trappuppgångar med flagnande puts.  Bakom välfärdens yta finns människorna med sin ångest och sina drömmar. 
De andra böckerna är två historiska romantrilogier. Den första, som hon skrev i början av sin författarbana, Borttappad Marianyckel, Förtappade systrar och Urarva, utspelar sig under reformationstiden i Sverige. Birgitta  Botvidsdotter, som är brorsdotter till den sista abbedissan i Birgittaklostret i Vadstena, drömmer om att bli nunna. Hon längtar inte efter att bli en husmor med jordiska plikter. Men klostret stängs och Birgitta blir bortgift med en blivande Luthers präst. I nästa bok får hon i lönndom kontakt med de naturdyrkande häxorna på Omberg och deras riter, medan hennes man filar på en straffpredikan mot hedendomen. I sista boken, som utspelar sig några decennier senare, får Birgitta och hennes man besök av Johannes Bureus och Georg Stiernhjelm, som talar varmt om Sveriges hedniska forntid medan husfadern-prästen ogillande hör på. På slutet har Birgittas dotter Malena, som har drag av henne själv, flytt till en av Birgittasystrarna som lever kvar i det fördolda på Omberg. Böckerna skildrar en brytningstid och samtidigt kvinnans situation i en protestantisk värld där de kvinnliga idealen, jungfrulivet i klostret respektive dyrkandet av naturens moder, försvinner och ersätts av bundenhet vid hushållssysslorna. Det är en värld där mannen enväldigt regerar. Över huvud taget passar Karin Thelander på att ge manssamhället en besk kritik i alla sina böcker vid sidan av kärleksbudskapet. Men hon är inte en renodlad feminist. Det finns alltid ett drag av försoning och medkänsla som överskuggar genusperspektivet. 
Den andra trilogin, Ingen orm skall skada mig, Av jordens mull, Helgonprocess, skildrar den Heliga Birgitta och hennes förberedelser för att grunda ett kloster i Vadstena, som styrs av en kvinna, inte av en man. Men berättarperspektivet är inte Birgittas, lagmansdottern, med naturlig auktoritet och stark vilja att genomföra sina planer. Perspektivet är istället dottern Katarinas. Katarina är mera osäker och sökande och därmed får skildringen innerlighet och värme. I första boken skildras Birgitta som mor och uppfostrare. I andra boken har Birgitta rest till Rom för att utverka tillstånd till sin klosterverksamhet och dottern Katarina har lämnat sin man och följer efter. I tredje boken arbetar Katarina med att samla bevis för sin mors goda gärningar och få henne helgonförklarad. Vi får så att säga se helgontillvaron inifrån med dess baksidor - isoleringen och de starkt uppdrivna förväntningarna från omgivningen. 
Karin Thelanders släkt kom genom fadern från Vadstena-trakten. Hon kände till miljön utan och innan och bedrev mycket studier om den Heliga Birgitta och Katarina redan under sin tid i högskolan. Trilogin om den Heliga Birgitta och Katarina är kanske den mest levande skildringen av deras liv och deras miljö kring Vadstena och i Rom på 1300-talet som någonsin har skrivits på svenska.

### Romaner
- Ung kvinna i spegel, 1946
- Borttappad Marianyckel, 1952
- Förtappade systrar, 1953
- Urarva, 1954
- Eldmärkt, 1956
- Käringsjön, 1959
- Ingen orm skall skada mig, 1960
- Av jordens mull, 1961
- Helgonprocess, 1963
- Ung i stad, 1964
- Rita en fisk, 1966
- Spegelvändning, 1967
- Drakmönster, 1970
- Lär oss att födas. En antologi om döden, postumt 1975 (texter ur romanerna i urval av Kerstin Anér)

### Noveller
- Vårkväll, September och I samma båt. Ingår i antologin På väg poesi och prosa av elva författare, red. Arne Hägglund, utg. av Ljus förlag 1944

### Facklitteratur
- Flickskolan inventerar sina tillgångar, 1960
- Vantrivsel i välstånd, 1964